# Josep Maria Tarragona i Clarasó
Josep Maria Tarragona i Clarasó (Barcelona, 1957) és un historiador, escriptor i enginyer industrial català. Enginyer Industrial per la UPC i llicenciat en Periodisme per la UAB, ha escrit diversos articles, estudis i llibres sobre Antoni Gaudí i Cornet, entre ells la positio per la seva beatificació.
El 2001 va donar a conèixer que a Antoni Gaudí se li havia encarregat la decoració de la cerimònia dels Jocs Florals del 1907. El 2003 va descobrir i documentar la cinquena i última dona que Gaudí cortejà, Dolors Canals, que acabà essent la fundadora de Blanquerna. Va ser membre del comitè científic del Gaudi Second World Congress Barcelona de Barcelona, el 2016. L'octubre de 2016 va atribuir la capella del Santíssim de l'església de Sant Joan de Gràcia de Barcelona a Gaudí.

## Llibres
- Josep Maria Tarragona. Vidal i Barraquer. De la República al Franquisme.  Columna, 1998. ISBN 9788483005095.
- Josep Maria Tarragona. Gaudí: biografia de l'artista.  Proa, 1 gener 1999. ISBN 978-84-8256-726-6.
- Josep Maria Tarragona. Antoni Gaudí, un arquitecto genial.  Casals, 1 gener 2011. ISBN 9788421824306.
- Josep Maria Tarragona. La catedral de Chartres, Gaudí i la Sagrada Família, 2012. ISBN 9781301845552.
- Josep Maria Tarragona. Gaudí, l'arquitecte de la Sagrada Família.  Torsimany Books, 2016. ISBN 9781301887415.